# 板桥乡 (青川县)
板桥乡，是中华人民共和国四川省广元市青川县曾经下辖的一个乡。2019年12月，撤销板桥乡，将其所属行政区域划归木鱼镇管辖。

## 行政区划
板桥乡撤销前下辖以下地区：
上坝社区、浮寨村、铁炉村、前山村、毛坝村、新埝村、上马村和红旗村。